# النظرية السوسيولوجية

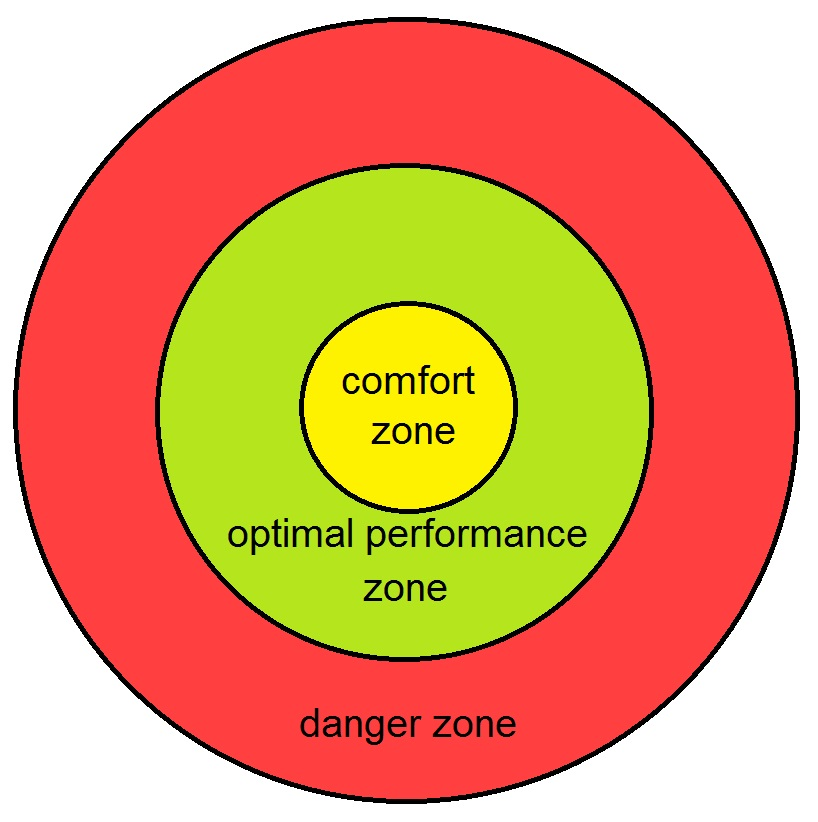

تعتبر النظرية السوسيولوجية بيانات حول كيفية ترابط حقائق معينة حول العالم الاجتماعي وسببها. تتراوح في نطاقها من الأوصاف الموجزة لعملية اجتماعية واحدة إلى نماذج للتحليل والتفسير. تشرح بعض النظريات السوسيولوجية جوانب من العالم الاجتماعي وتتيح التنبؤ بالأحداث المستقبلية، بينما تعمل نظريات أخرى كمنظورات واسعة توجّه المزيد من التحليلات السوسيولوجية.

## النظرية السوسيولوجية بالمقارنة مع النظرية الاجتماعية
اقترح كينيث ألان التمييز بين النظرية السوسيولوجية والنظرية الاجتماعية. وفقًا لآلان، تتكوّن النظرية السوسيولوجية من مقترحات مجرّدة قابلة للاختبار حول المجتمع، وغالبًا ما تعتمد اعتمادًا كبيرًا على المنهج العلمي الذي يهدف إلى الالتزام بالموضوعية، ويحاول تجنّب إصدار الأحكام. على النقيض من ذلك، وفقًا لألان، تركّز النظرية الاجتماعية على التعقيبات والنقد في المجتمع الحديث بدلًا من التفسير. غالبًا ما تكون النظرية الاجتماعية أقرب إلى الفلسفة القارية. وبالتالي، فهي أقل اهتمامًا بالموضوعية واشتقاق المقترحات القابلة للاختبار، وأميَل لإصدار الأحكام المعيارية.
من بين المنظرين السوسيولوجيين البارزين: تالكوت بارسونز، وروبرت ك. ميرتون، وراندال كولينز، وجيمس سامويل كولمان، وبيتر بلاو، ونيكلاس لوهان، ومارشال ماكلوهان، وإيمانويل واليرستين، وجورج هومانس، وهاريسون وايت، وثيدا سكوكبول، وجيرهارد لنسكي، وبيير فان دن بيرغي تيرنر. من بين المنظرين الاجتماعيين البارزين: يورغن هابرماس، وأنتوني جيدينز، وميشيل فوكو، ودوروثي سميث، وروبرتو أنجر، ألفريد شوتز، جيفري أليكساندر، وجاك ديريدا. هناك أيضًا علماء بارزون قد يُنظر إليهم على أنهم ينتمون إلى ما بين النظريات السوسيولوجية والاجتماعية، ومنهم: هارولد جارفينكل، وهربرت بلومر، وكلود ليفي ستراوس، وبيير بورديو، وإيرفينج غوفمان.

## تاريخ النظريات السوسيولوجية
يعتبر مجال علم الاجتماع نفسه -ونظرية علم الاجتماع بالامتداد- جديدًا نسبيًا. ويعود كلاهما إلى القرنين الثامن عشر والتاسع عشر. تسبّبت التغيرات الاجتماعية الجذرية في تلك الفترة -كالتحوّل الصناعي، والتوسّع الحضري، وصعود الدول الديمقراطية- في مساعدة المفكرين الغربيين خصوصًا على إدراك أهمية المجتمع. تتعامل أقدم النظريات السوسيولوجية مع العمليات التاريخية الواسعة المتعلقة بهذه التغييرات. منذ ذلك الحين، أصبحت النظريات السوسيولوجية تشمل معظم جوانب المجتمع، بما في ذلك المجتمعات والمنظمات والعلاقات.

## المشاكل النظرية المركزية
بصورة عامة، هناك إجماع قوي فيما يتعلق بالأسئلة النظرية الجوهرية والمشكلات الجوهرية التي تنبثق نتيجة لشرح هذه الأسئلة. تحاول النظرية السوسيولوجية الإجابة على الأسئلة الثلاثة التالية: (1) ما هو العمل؟ (2) ما هو النظام الاجتماعي؟ (3) ما الذي يحدّد التغيير الاجتماعي؟ في محاولات لا تعد ولا تحصى للإجابة على هذه الأسئلة، غالبًا ما تبرز ثلاث مشاكل نظرية (أي غير تجريبية). تُصنّف هذه المشاكل على أنها موروثة إلى حد كبير من التقاليد النظرية الكلاسيكية. الإجماع على المشاكل النظرية المركزية هو: كيفية ربط أو تجاوز أو التعامل مع الانقسامات الثلاثة «الكبرى» التالية: الذاتية والموضوعية، والوكالة والبناء، والقياس الحالي والتاريخي. الأولى تتعامل مع المعرفة، والثانية مع الوكالة، والأخيرة مع الزمن. أخيرًا، غالباً ما تتصارع النظرية السوسيولوجية مع مشكلة دمج أو تجاوز الانقسام بين الظواهر الاجتماعية صغيرة النطاق والمتوسطة والواسعة، وهي مجموعة فرعية من المشكلات الجوهرية الثلاثة. هذه المشكلات ليست مشاكل تجريبية بالكامل، بل هي مشاكل معرفية، إذ تنشأ من الصور المفاهيمية والتشابهات التحليلية التي يستخدمها علماء الاجتماع لوصف تشابكات العمليات الاجتماعية.

### الموضوعية والذاتية
يمكن تقسيم مشكلة الذاتية والموضوعية إلى قلق بشأن الاحتمالات العامة للأعمال الاجتماعية، ومن ناحية أخرى مشكلة المعرفة العلمية الاجتماعية المحدّدة. في السابقة، يكون الشخص في الغالب معادلًا (وإن لم يكن بالضرورة) للفرد، ونوايا الفرد وتفسيراته للهدف. غالبًا ما يعتبر الموضوعي أي إجراء أو نتيجة عامة أو خارجية، على المستوى العام للمجتمع. والسؤال الرئيس للمنظرين الاجتماعيين هو كيف تتعاظم المعرفة على طول سلسلة من الذاتي-الموضوعي-الذاتي، وهذا يعني: كيف تُحقّق توافق الذوات؟ بينما، تاريخيًا، حاولت الأساليب النوعية استنباط التفسيرات الذاتية، لكن أساليب المسح الكمي تحاول أيضًا التقاط الخصوصيات الذاتية. أيضًا، تتبَع بعض الأساليب النوعية نهجًا جذريًا للوصف الموضوعي في الموقع.

ينبع الاهتمام الأخير بالمعرفة العلمية من حقيقة أن عالم الاجتماع هو جزء من الشيء الذي يسعى إلى شرحه. يطرح بورديو هذه المسألة بإيجاز:
«كيف يمكن لعالم الاجتماع أن يؤثّر في الممارسة العملية على هذا الشك الجذري الذي لا غنى عنه لوضع كل الافتراضات المسبقة المتأصلة في كونها موضوعًا اجتماعيًا، وبالتالي نشأت نشأةً اجتماعية وأفضت إلى الشعور «وكأنها سمكة في الماء» داخل هذا العالم الاجتماعي الذي استوعبت هياكله. كيف يمكن لها أن تمنع العالم الاجتماعي نفسه من تحقيق الموضوع، إلى حد ما من خلالها، من خلال هذه العمليات غير الواعية ذاتيًا أو العمليات غير الواعية بنفسها التي هي موضوعها الظاهر؟». - بيير بورديو، «مسألة علم الاجتماع الانعكاسي» في دعوة لعلم الاجتماع الانعكاسي 

### الوكالة والبناء
تشكل الوكالة والبناء -الّذَيْن يشار إليهما أحيانًا على أنهما الحتمية مقابل التطوعية- نقاشًا وجوديًا راسخًا في النظرية الاجتماعية: «هل تحدّد الهياكل الاجتماعية سلوك الفرد أم أن التدخلات البشرية هي من تفعل ذلك؟» في هذا السياق، تشير كلمة «وكالة» إلى قدرة الأفراد على التصرف تضرّفًا مستقلًا واتخاذ الخيارات بحرية. بينما يتعلّق «البناء» بعوامل تحدّ أو تؤثّر على اختيارات الأفراد وأفعالهم (كالطبقة الاجتماعية والدين والجنس والعرق والإثنية وما إلى هنالك). تتعلّق المناقشات التي تدور حول أولوية كل من الوكالة والبناء بجوهر نظرية المعرفة السوسيولوجية («مِمَ يتكوّن العالم الاجتماعي؟»، «ما هي القضية في العالم الاجتماعي، وما هو التأثير؟»). يتعلّق لسؤال المطروح على الدوام في هذا النقاش بـ«التكاثر الاجتماعي»: كيف تتكاثر الهياكل (على وجه التحديد، الهياكل التي تنتج عدم المساواة) من خلال خيارات الأفراد؟

## القياس الحالي والتاريخي
يعَد القياس الحالي والتاريخي أو الإحصائيات والديناميات -ضمن النظرية الاجتماعية- مصطلحاتٍ تشير إلى تمييز منبثقٍ عن عمل ليفي ستروس الذي ورثه من لسانيات فرديناند دي سوسور. يقسم السابق اللحظات من الوقت بهدف التحليل، وبالتالي هو تحليل للواقع الاجتماعي الثابت. من ناحية أخرى، يحاول القياس التاريخي تحليل التسلسلات الديناميكية. وفقا لسوسور، يشير القياس الحالي إلى الظواهر الاجتماعية باعتبارها مفهوماً ثابتاً كاللغة، بينما يشير مصطلح القياس التاريخ إلى العمليات الجارية كالكلام الفعلي. ذكر أنتوني جيدينز في مقدمة كتابه «مسائل جوهرية في النظرية الاجتماعية» أنه «من أجل إظهار الترابط بين العمل والبناء، يجب أن نفهم علاقات الزمكان التي تكمن في تشكيل كل التفاعلات الاجتماعية». ومثل البناء والوكالة، يعَد الزمان جزءًا لا يتجزأ من مناقشة التكاثر الاجتماعي. فيما يتعلق بعلم الاجتماع، تكون السوسيولوجيا التاريخية غالبًا في وضع أفضل لتحليل الحياة الاجتماعية على أنها قياس تاريخي، في حين تأخذ أبحاث المسح لمحات عابرة من الحياة الاجتماعية، وبالتالي فهي مجهّزة تجهيزًا أفضل لفهم الحياة الاجتماعية على أنها قياس حالي. يجادل البعض بأن القياس الحالي للبناء الاجتماعي هو منظورٌ منهجي لا ادعاء وجودي. مع ذلك، تتعلق المسألة النظرية بكيفية دمج طريقتي التسجيل والتفكير في البيانات الاجتماعية.

### التقاليد النظرية الكلاسيكية
يُعد المجال المعاصر لعلم الاجتماع نظريًا ومتعدد النماذج. في دراسة راندال كولينز التي استُشهد بها كثيرًا في النظرية السوسيولوجية، صنّف بصورة رجعية العديد من المنظرين على أنهم ينتمون إلى أربعة تقاليد نظرية: الوظيفية، والصراع، والتفاعلية الرمزية، والنفعية. تنبثق النظرية السوسيولوجية الحديثة في الغالب عن الروايات الوظيفية (دوركهايم) وسجلات (ماركس وويبر) التي تركّز على الصراع الطبقي الاجتماعي، فضلاً عن التقليد التفاعلي الرمزي الذي يتكوّن من النظريات الهيكلية الصغيرة (سيميل) والبراغماتية (ميد، كولي) لنظريات التفاعل الاجتماعي. على الرغم من ارتباط النفعية -المعروفَة أيضًا باسم «الاختيار العقلاني» أو «التبادل الاجتماعي»- في كثير من الأحيان بعلم الاقتصاد، فإنها تقليد راسخ في النظرية الاجتماعية. أخيرًا، وكما جادل راوين كونيل، فإن التقليد الذي يُغفل عنه كثيرًا هو تقليد الداروينية الاجتماعية التي تجلب منطق التطور البيولوجي الدارويني وتطبقه على الناس والمجتمعات. وغالبًا ما يتماشى هذا التقليد مع الوظيفية الكلاسيكية ويرتبط بالعديد من مؤسسي علم الاجتماع، وعلى رأسهم هربرت سبنسر، وليستر ف. وارد، ووليام جراهام سومنر. تحتفظ النظرية السوسيولوجية المعاصرة بآثار كل هذه التقاليد وهي ليست متنافية بأي حال من الأحوال.

## مقالات ذات صلة
- خيال اجتماعي